# Cyrtandra geesinkiana
Cyrtandra geesinkiana är en tvåhjärtbladig växtart som beskrevs av Brian Laurence Burtt. Cyrtandra geesinkiana ingår i släktet Cyrtandra och familjen Gesneriaceae. Inga underarter finns listade i Catalogue of Life.